# Thốc Phát Thụ Cơ Năng
Thốc-Phát Thụ-Cơ-Năng (giản thể: 秃发树机能; phồn thể: 禿髮樹機能; bính âm: Tūfǎ Shùjīnéng ? - 280) là một người Hà Tây Tiên Ti, là thủ lĩnh Thốc Phát Tiên Ti vào thời kỳ Tây Tấn.
Sau khi tổ phụ Thốc Phát Thọ Điền qua đời, Thốc Phát Thụ Cơ Năng tiếp nhiệm chức thủ lĩnh. Thốc Phát Thụ Cơ Năng được đánh giá là người nhiều mưu lược, hơn nữa còn cường tráng và quả cảm.
Năm 270 thời Tấn Vũ Đế, Thốc Phát Thụ Cơ Năng khởi binh phản lại triều đình Tấn. Đến tháng 6, khi giao chiến với quân Tấn tại gò Vạn Hộc (nay thuộc Cao Lan, Cam Túc), quân của Thốc Phát Thụ Cơ Năng đã giết được Thứ sử Tần châu Hồ Liệt. Đến năm 271, Thốc Phát Thụ Cơ Năng liên hợp với các bộ lạc người Hồ khác vây khốn Thứ sử Lương Châu Khiên Hoằng (牽弘) tại Thanh Sơn (nay thuộc phía tây Hoàn, Cam Túc), quân Khiên Hoằng thua trận, bản thân Khiên Hoằng tử trận. Sau đó, Thốc Phát Thụ Cơ Năng lại đánh bại Thứ sử Lương Châu Tô Du (蘇愉) tại Kim Sơn (nay thuộc Sơn Đan, Cam Túc).
Năm 275, Thốc Phát Thụ Cơ Năng chiến bại trước quân thảo phạt do Trấn Tây đại tướng quân Tư Mã Tuấn phái đi, hơn 3000 lính chết trận, Thốc Phát Thụ Cơ Năng phải cho đưa con tin đến triều Tấn thỉnh hàng.
Năm 277, do Thốc Phát Thụ Cơ Năng có ý đồ cướp đoạt điền binh, triều đình Tấn phái Văn Ương suất quân thảo phạt. Thốc Phát Thụ Cơ Năng chiến bại, tổng cộng có 20 vạn người Hồ quy hàng quân Tấn.
Tháng 1 năm 279, Thốc Phát Thụ Cơ Năng công hãm Lương Châu. Tháng 11, Thốc Phát Thụ Cơ Năng giao chiến với tướng Tấn Mã Long (馬隆). Tuy nhiên, Mã Long đã dựa vào "thiên tương xa" để đánh bại Thốc Phát Thụ Cơ Năng, thu phục trị sở Vũ Uy của Lương Châu. Các tù trưởng Tiên Ti Thốt Bạt Hàn (猝跋韓), Thư Vạn Năng (且萬能) dẫn vạn người đến quy hàng quân Tấn. Đến tháng 12, Thụ Cơ Năng lại chiến bại trước Mã Long và bị giết., cuộc nổi dậy cũng chấm dứt. Sau đó, em họ của ông là Thốc Phát Vụ Hoàn kế tiếp làm thủ lĩnh Thốc Phát Tiên Ti.